# Медведица жёлтая
Медведица жёлтая (лат. Arctia flavia) — бабочка рода Arctia из семейства медведиц. Описано много подвидов.

## Описание
Длина переднего крыла 32—38 мм. Размах крыльев 50—70 мм. Передние крылья тёмного цвета с характерным рисунком из нескольких белых узких полос. Задние крылья ярко-жёлтого цвета, с двумя или тремя чёрными пятнами различного размера в центре и у внешнего края. Одно из них очень маленькое. Голова и грудь чёрного цвета. Патагии с красными и жёлтыми каёмками. Брюшко жёлто-красного цвета. Конец брюшка и продольная широкая полоса чёрного цвета.

## Ареал
Ареал вида охватывает Центральную, Восточную и Южную Европу, Северный Казахстан, Монголию; северо-западный (северный Синьцзян), северный (Внутренняя Монголия) и северо-восточный Китай, Корею. В России встречается в центральных и восточных областях европейской части, на Урале, в Сибири южнее полярного круга, почти на всем Дальнем Востоке, кроме Чукотки, Камчатки и Сахалинской области; предпочитает таежные и лесные зоны. Встречается нечасто, но местами вид нередок.
Время лёта бабочек в июне-июле, на севере ареала — начале августа.

## Гусеница

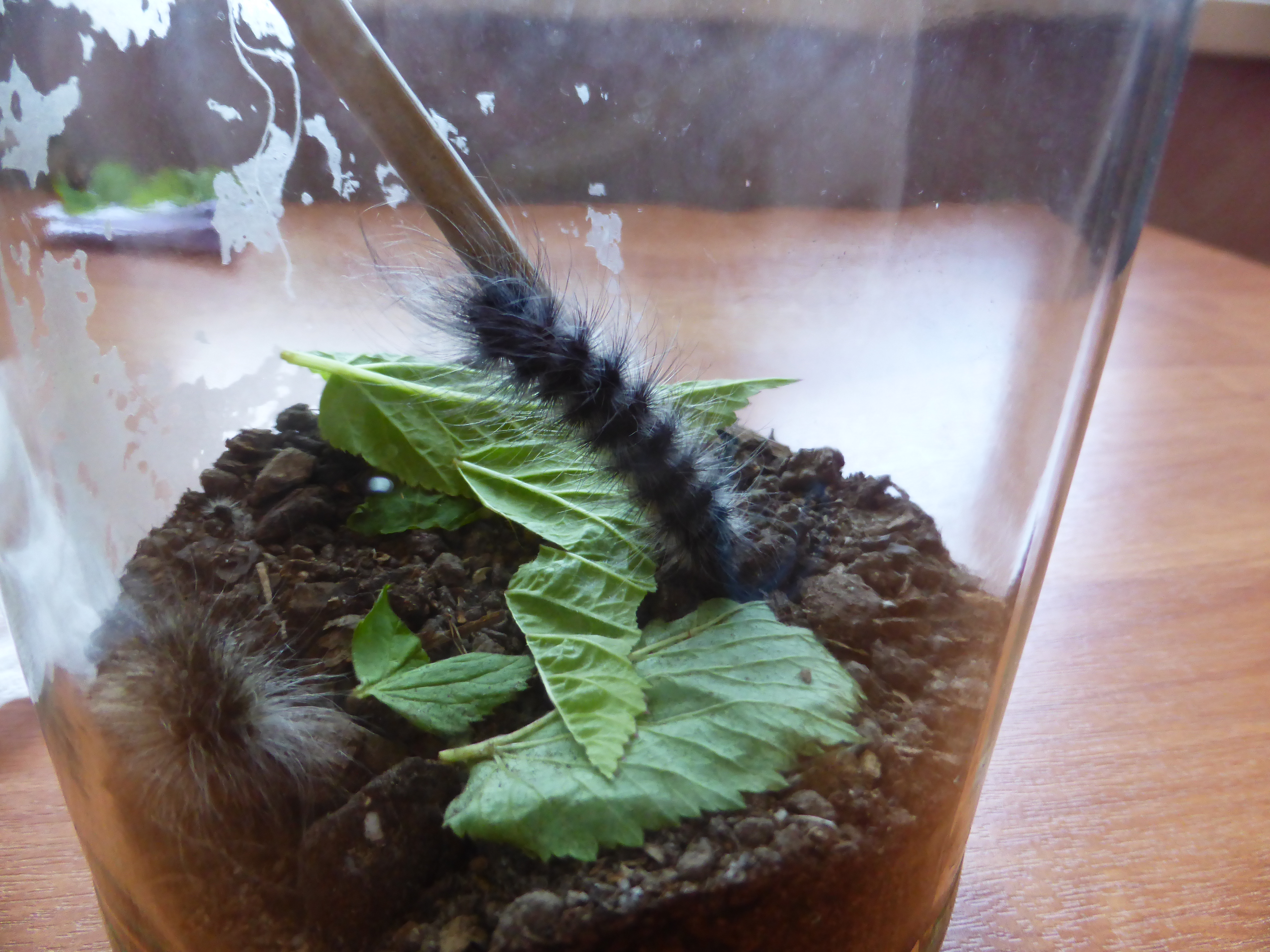
Гусеница Arctia flavia после линьки

Гусеница чёрного цвета, густо опушена пучками сероватых волосков. После линьки становятся тёмно-синего цвета на некоторое время. Гусеницы являются полифагами (многоядные), питаются листьями сои, сныти, огурцов и других технических и овощных культур; также живут на различных кустарниках, в том числе на кизильнике; иногда повреждают листья жимолости.

### Куколка

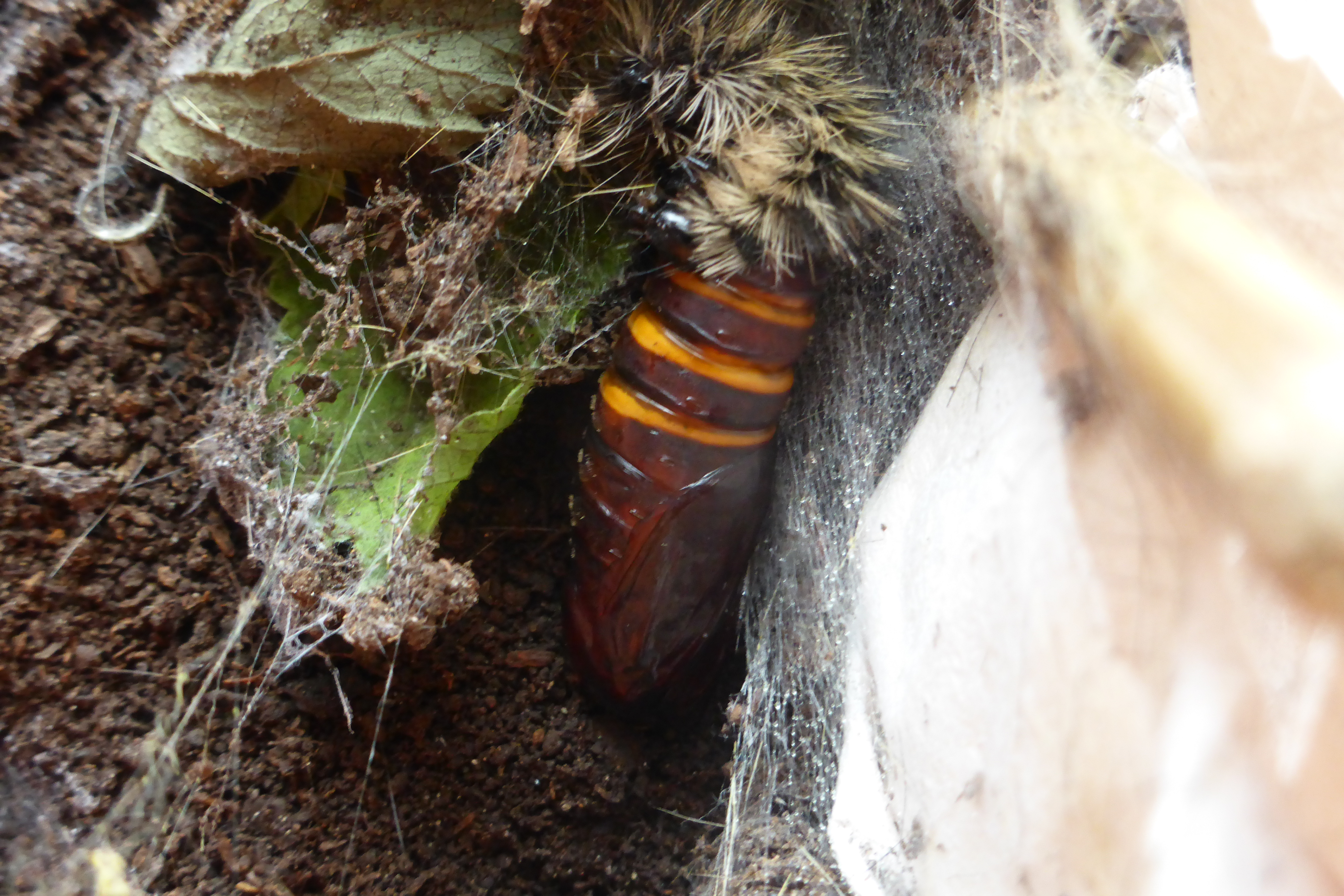
Куколка Arctia flavia

Куколка коричневого цвета. На брюшке имеется несколько ярко-оранжевых колец. В день вылупления бабочки из куколки кольца становятся более заметными.